# Olbia (Hyères)
Olbia (griechisch für Die Glückliche) war in der Antike eine Festungsstadt und ein Seehandelskontor der Stadt Massilia (Marseille). Es liegt auf einer kleinen Anhöhe am Golf von Giens an der Mittelmeerküste zwischen Hyères und Carqueiranne und wurde von Händlern aus Phokaia im 4. Jahrhundert v. Chr. gegründet. Strabon erwähnt die Stadt in seiner Geographie.
Die erste Kolonie war ein befestigter Hafen, der die Schiffe, die aus Massilia oder Nikaia (Nizza) kamen, sicher beherbergen sollte angesichts der ständigen Bedrohung durch Piraten und die ligurischen Ureinwohner. Die Niederlage des Gnaeus Pompeius Magnus, der von Massilia unterstützt wurde, führte zur Romanisierung der Kolonie, Olbia wurde in der zweiten Hälfte des 1. Jahrhunderts v. Chr. Arles zugeordnet, blieb aber eine blühende Handelsstadt. Ihre Errungenschaften und ihr Wohlstand zeigen sich in den Thermen und der Wiederherstellung des Hafens. Olbia überlebte den Untergang des Weströmischen Reichs nicht, die Stadt wurde verlassen, bis Zisterziensermönche sich des Ortes annahmen und 1223 hier die Abtei Saint-Pierre de l’Almanarre gründeten. Die Widrigkeiten des 14. Jahrhunderts (Epidemien, Missernten, politische Unsicherheit) waren die Ursache dafür, dass die Mönche den Ort schließlich endgültig aufgaben.
Die Ruinen in Olbia stellen bei dieser Vergangenheit eine Mischung aus griechischen, römischen und mittelalterlichen Elementen dar. Seit dem 19. Jahrhundert wird der Ort von Archäologen untersucht, darunter der spätere König Friedrich VII. von Dänemark, Alphonse Denis, Bürgermeister von Hyères, und der Oberstleutnant Poitevin de Maureillan. Zwischen 1947 und 1971 arbeitete Jacques Coupry hier und erreichte 1955 den Ankauf der Ruinen durch den französischen Staat. Seit 1999 ist Olbia der Öffentlichkeit wieder zugänglich.